# Scheuerleiste

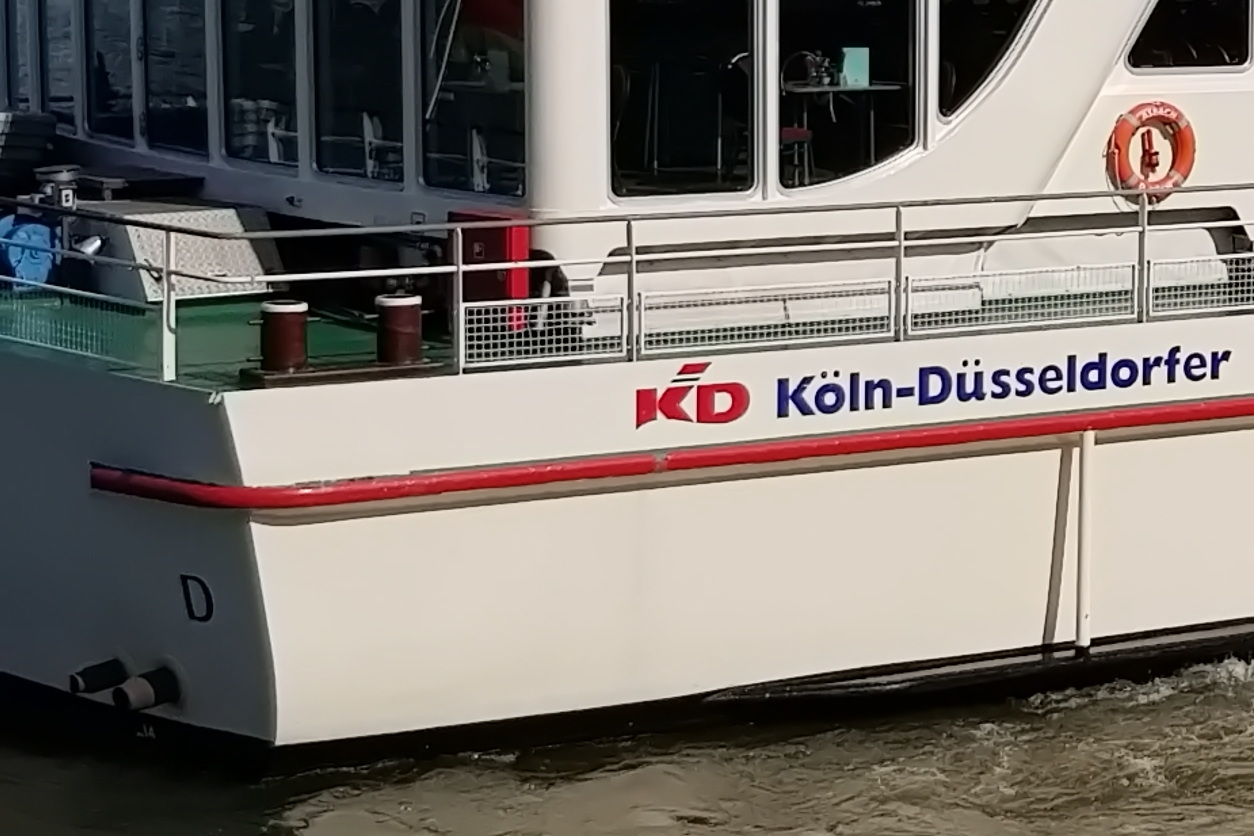
Scheuerleiste am Ausflugsschiff Asbach

Eine Scheuerleiste oder Wallschiene ist ein Profil an einem Schiffsrumpf, an großen Schiffen meistens aus Stahl aufgeschweißt, an kleinen Schiffen und Yachten aber auch aus Gummi, das diesen vor Beschädigungen schützt. Dazu steht diese Leiste vom Rumpf etwas hervor, so dass z. B. im Hafen zuerst die Scheuerleiste die Kaimauer berührt, bevor das Schiff Schaden nimmt.
Besonders bei Schiffen, die häufig an anderen Schiffen anlegen (längsseitsgehen) müssen, hängen über den Scheuerleisten Fender, alte Autoreifen oder andere dämpfende Elemente. Dieses trifft man auf den meisten Schleppern und Lotsenbooten an.